# Kogotus nonus
Kogotus nonus är en bäcksländeart som först beskrevs av James George Needham och Peter Walter Claassen 1925.  Kogotus nonus ingår i släktet Kogotus och familjen rovbäcksländor. Inga underarter finns listade i Catalogue of Life.